# Frederikshavn Kommune
|  | For Frederikshavn Kommune før kommunalreformen i 2007, se Frederikshavn Kommune (1970-2006). |
Frederikshavn Kommune er en kommune i Region Nordjylland, der blev dannet i forbindelse med Kommunalreformen i 2007 af de tidligere kommuner Frederikshavn, Skagen og Sæby. Kommunen er med sit areal på 648,6 km² en af de mindre kommuner i regionen.
I forbindelse med Strukturreformen var Læsø Kommune på grund af sit indbyggertal i fare for at blive tvangsfusioneret med en anden kommune, så økommunen benyttede sig af "kattelemmen" og indgik et forpligtende samarbejde med Frederikshavn Kommune, som derfor løser en række opgaver for Læsø.

## Politik

### Valgresultater efter år
| 15 |  | 2 |  | 10 | 2 |

| 25 | 6 |

| 11 | 2 | 5 | 3 | 10 |

| 24 | 7 |

| 14 |  |  | 4 | 10 |  |

| 21 | 10 |

| 18 |  |  | 2 | 6 |  |

| 18 | 11 |

| 18 | 2 |  |  |  | 6 |

| 18 | 11 |

| 17 | 2 |  |  | 5 |  | 2 |

| 18 | 11 |

### Nuværende byråd
| Navn                         | Parti                                    |
| ---------------------------- | ---------------------------------------- |
| Birgit S. Hansen             | Socialdemokratiet - 18 mandater          |
| Kurt Kirkedal Jensen         | Socialdemokratiet - 18 mandater          |
| Peter E. Nielsen             | Socialdemokratiet - 18 mandater          |
| Karsten Thomsen (Borgmester) | Socialdemokratiet - 18 mandater          |
| Erik Kyed Trolle             | Socialdemokratiet - 18 mandater          |
| John Karlsson                | Socialdemokratiet - 18 mandater          |
| Tina Kruckow                 | Socialdemokratiet - 18 mandater          |
| Almina Nikontovic            | Socialdemokratiet - 18 mandater          |
| Gitte Kiilerich              | Socialdemokratiet - 18 mandater          |
| Brian Kjær                   | Socialdemokratiet - 18 mandater          |
| Anders Christiansen          | Socialdemokratiet - 18 mandater          |
| Ole Rørbæk Jensen            | Socialdemokratiet - 18 mandater          |
| Susanne Venø                 | Socialdemokratiet - 18 mandater          |
| June Menne                   | Socialdemokratiet - 18 mandater          |
| Kasper Bagnkop               | Socialdemokratiet - 18 mandater          |
| Martin Tøttrup Kelkelund     | Socialdemokratiet - 18 mandater          |
| Tina Nymann                  | Socialdemokratiet - 18 mandater          |
| Irene Hjortshøj              | Socialdemokratiet - 18 mandater          |
| Mette Hardam                 | Venstre - 6 mandater                     |
| Peter Sørensen               | Venstre - 6 mandater                     |
| Lone Haugaard                | Venstre - 6 mandater                     |
| Asger Mortensen              | Venstre - 6 mandater                     |
| Jens Borup                   | Venstre - 6 mandater                     |
| Jan Bjeldbak                 | Venstre - 6 mandater                     |
| John Lamp Henriksen          | Det Konservative Folkeparti - 2 mandater |
| Peter Laigaard               | Det Konservative Folkeparti - 2 mandater |
| Jens Nygaard                 | Nye Borgerlige - 1 mandat                |
| Christina Lykke              | Socialistisk Folkeparti - 1 mandat       |
| Thomas Hjort                 | Dansk Folkeparti - 1 mandat              |

| Navn             | Skiftet fra       | Skiftet til          | Dato             |
| ---------------- | ----------------- | -------------------- | ---------------- |
| Peter Sørensen   | Venstre           | Løsgænger            | 4. december 2023 |
| Erik Kyed Trolle | Socialdemokratiet | Løsgænger            | 16. januar 2024  |
| Jens Nygaard     | Nye Borgerlige    | Danmarksdemokraterne | 29. februar 2024 |

| Udtrådt              | Indtrådt         | Parti             | Dato              |
| -------------------- | ---------------- | ----------------- | ----------------- |
| Asger Mortensen      | Thomas Jørgensen | Venstre           | 21. januar 2022   |
| Kurt Kirkedal Jensen | Maria Gade Dorf  | Socialdemokratiet | 26. november 2023 |
| Birgit S. Hansen     | Bent H. Pedersen | Socialdemokratiet | 21. oktober 2024  |

### Byrådet 2018-2022
| Navn                     | Parti                           |
| ------------------------ | ------------------------------- |
| Birgit S. Hansen         | Socialdemokratiet - 18 mandater |
| Bjarne Kvist             | Socialdemokratiet - 18 mandater |
| Erik Kyed Trolle         | Socialdemokratiet - 18 mandater |
| Karsten Thomsen          | Socialdemokratiet - 18 mandater |
| Anders Brandt Sørensen   | Socialdemokratiet - 18 mandater |
| Ole Rørbæk Jensen        | Socialdemokratiet - 18 mandater |
| Irene Hjortshøj          | Socialdemokratiet - 18 mandater |
| John Karlsson            | Socialdemokratiet - 18 mandater |
| Almina Nikontovic        | Socialdemokratiet - 18 mandater |
| Karl Falden              | Socialdemokratiet - 18 mandater |
| Tina Nymann              | Socialdemokratiet - 18 mandater |
| Brian Kjær               | Socialdemokratiet - 18 mandater |
| June Menne               | Socialdemokratiet - 18 mandater |
| Jens Hedegaard           | Socialdemokratiet - 18 mandater |
| Kenneth Bergen           | Socialdemokratiet - 18 mandater |
| Helle Mortensen          | Socialdemokratiet - 18 mandater |
| Bent Hieronymus Pedersen | Socialdemokratiet - 18 mandater |
| Bjarke Dyhr Lynnerup     | Socialdemokratiet - 18 mandater |
| Anders Broholm           | Venstre - 6 mandater            |
| Mette Hardam             | Venstre - 6 mandater            |
| Asger Mortensen          | Venstre - 6 mandater            |
| Jytte Høyrup             | Venstre - 6 mandater            |
| Peter Sørensen           | Venstre - 6 mandater            |
| Helle Madsen             | Venstre - 6 mandater            |
| Flemming Rasmussen       | Dansk Folkeparti - 2 mandater   |
| Kasper Lau               | Dansk Folkeparti - 2 mandater   |
| Christina Lykke Eriksen  | SF - 1 mandat                   |
| Peter E. Nielsen         | Konservative - 1 mandat         |
| Ida Skov                 | Enhedslisten - 1 mandat         |

| Navn               | Skiftet fra      | Skiftet til       | Dato              |
| ------------------ | ---------------- | ----------------- | ----------------- |
| Peter E. Nielsen   | Konservative     | Løsgænger         | 1. december 2019  |
| Flemming Rasmussen | Dansk Folkeparti | Løsgænger         | 28. oktober 2020  |
| Peter E. Nielsen   | Løsgænger        | Socialdemokratiet | 29. oktober 2020  |
| Flemming Rasmussen | Løsgænger        | Venstre           | 24. november 2020 |

| Dato            | Udtrådt        | Indtrådt     | Parti                                |
| --------------- | -------------- | ------------ | ------------------------------------ |
| 1. februar 2020 | Anders Broholm | Jens Borup   | Venstre                              |
| 12. juni 2020   | Kasper Lau     | Lars Oldager | Dansk Folkeparti / Socialdemokratiet |

### Stående udvalg og centre
Kommunalbestyrelsen har nedsat otte stående udvalg:
- Arbejdsmarkedsudvalget
- Børne- og Ungdomsudvalget
- Kultur- og Fritidsudvalget
- Plan- og Miljøudvalget
- Socialudvalget
- Sundhedsudvalget
- Teknisk Udvalg
- Økonomiudvalget

Kommunens drift er organiseret i en centerstruktur, og hvert center varetager sine egne ansvarsområder. Ledelsen af de enkelte centre varetages af en direktør. Direktørerne indgår i en direktion og refererer til kommunaldirektøren.
Driften er organiseret i følgende centre:
- Center for Arbejdsmarked
- Center for Bibliotek og Borgerservice
- Center for Børn og Skole
- Center for Familie
- Center for Handicap og Psykiatri
- Center for Kultur og Fritid
- Center for Park og Vej
- Center for Social- og Sundhedsmyndighed
- Center for Sundhed og Pleje
- Center for Teknik og Miljø
- Center for Unge
- Center for Økonomi og Personale
- Ejendomscenteret
- IT, Digitalisering og Velfærdsteknologi
- Ledelsessekretariatet
- Udvikling og Erhverv
- Team Børn og kultur

### Borgmestre
| Navn            | Parti             | Periode                            |
| --------------- | ----------------- | ---------------------------------- |
| Erik Sørensen   | Socialdemokratiet | 1. januar 2007 - 31. december 2009 |
| Lars Møller     | Venstre           | 1. januar 2010 - 31. december 2013 |
| Birgit Hansen   | Socialdemokratiet | 1. januar 2014 - 31. oktober 2024  |
| Karsten Thomsen | Socialdemokratiet | 1. november 2024 -                 |

## Største byer
| Kommunens største byer |               |                   |
| Nr                     | By            | Indbyggere (2025) |
| 1                      | Frederikshavn | 22.548            |
| 2                      | Sæby          | 8.991             |
| 3                      | Skagen        | 7.394             |
| 4                      | Strandby      | 2.301             |
| 5                      | Ålbæk         | 1.419             |
| 6                      | Østervrå      | 1.270             |
| 7                      | Elling        | 1.095             |
| 8                      | Kilden        | 893               |
| 9                      | Gærum         | 607               |
| 10                     | Dybvad        | 603               |
| 11                     | Ravnshøj      | 534               |
| 12                     | Jerup         | 520               |
| 13                     | Voerså        | 493               |
| 14                     | Hørby         | 382               |
| 15                     | Kvissel       | 347               |
| 16                     | Thorshøj      | 261               |
| 17                     | Syvsten       | 251               |
| 18                     | Haldbjerg     | 225               |
| 19                     | Lyngså        | 212               |
| 20                     | Præstbro      | 204               |

## Kirker i kommunen

### Folkekirker
- Abildgård Kirke
- Badskær Kirke
- Bangsbostrand Kirke
- Elling Kirke
- Flade Kirke
- Fladstrand Kirke
- Frederikshavn Kirke
- Gærum Kirke
- Hirsholmene Kirke
- Hulsig Kirke
- Hørby Kirke
- Jerup Kirke
- Karup Kirke
- Kvissel Kirke
- Lyngså Kirke
- Råbjerg Kirke
- Skagen Kirke
- Skærum Kirke
- Skæve Kirke
- Strandby Kirke
- Svenske Sømandskirke Arkiveret 9. januar 2016 hos  Wayback Machine
- Sæby Kirke
- Torslev Kirke
- Understed Kirke
- Volstrup Kirke
- Øster Vrå Kirke
- Ålbæk Kirke
- Åsted Kirke

### Andre kirker
- Adventistkirken
- Baptistkirken i Dybvad
- Baptistkirken i Frederikshavn
- Baptistkirken i Skagen
- Baptistkirken i Øster Vrå
- Frederikshavn Kirkecenter
- Frederikshavn Metodistkirke
- Strandby Metodistkirke
- Sæby Baptistkirke
- Helligåndskirken
- Jesu Kristi Kirke af Sidste Dages Hellige (i Frederikshavn)

## Havne
Havnene er placeret fra nord til syd.
- Skagen Havn – Fiskeri- og lystbådehavn
- Aalbæk Havn – Fiskeri- og lystbådehavn
- Strandby Havn – Fiskeri- og lystbådehavn
- Hirsholmene - Lystbådehavn og anløbshavn for postbåden til Hirsholmene
- Rønnerhavn – Lystbåde-, jolle- og fritidsfiskerihavn
- Nordre Skanse Havn – Jollehavn
- Frederikshavn Havn – Erhvervshavn
- Flådestation Frederikshavn – bl.a. inspektionsskibe, minerydningsfartøjer, isbrydere, kongeskibet og skoleskibe
- Søsportshavn – Lystbåde-, jolle- og husbådehavn
- Neppens Havn – Jollehavn
- Sæby Havn
- Voerså Lystbådehavn

## Naturområder og oplevelsescentre i kommunen
- Bangsbo Dyrepark – Indhegnet skov og eng med naturlegeplads og fritgående dådyr, krondyr og sikahjorte.
- Bangsbo Ådal – Habitatområde, umiddelart sydvest for Frederikshavn
- Bunken Klitplantage – Plantage ca. 12 kilometer sydvest for Skagen
- Cloostårnet - 60 meter højt udkigstårn i Flade Bakker vest for Frederikshavn
- Grenen – Fredet naturområde omkring Kattegat og Skagerraks møde.
- Hirsholmene – Danmarks nordligste øgruppe kan nås med postbåden.
- Hulsig Hede – et hedeområde mellem Skagen Klitplantage og Kandestederne
- Kalmer Rimmer – beliggende umiddelbart sydvest for Jerup
- Katsig Bakker – Kuperet lyng- og skovområde ca. 15 km vest for Frederikshavn.
- Kigud – 121 m høj bakke ved Gærum med en kæmpehøj på toppen
- Knivholt – 150 ha stort skovområde ved Frederikshavn med Knivholt Hovedgård som midtpunkt
- Kragskovhede – Hede- og fængselsområde ved Jerup.
- Pikkerbakken – En 3 km lang og 71 meter høj kystskrænt syd for byen
- Rønnerne – Strand nord for byen der hver sommer omdannes til palmestrand efter italiensk forbillede
- Råbjerg Plantage - plantage sydvest for Bunken Klitplantage
- Skagen Klitplantage – stort naturområde med skov- og klitarealer.
- Skagen Odde Naturcenter – museum og oplevelsescenter beliggende umiddelbart nord for Skagen
- Vandværksskoven – Skovområde med bl.a. omkring 100 forskellige træsorter, der normalt ikke er tilpasset det nordiske klima.
- Øksnebjerg – 95 m højt punkt i et kuperet terræn.
- Åsted Ådal – Fredet område på 136 ha med et rigt dyre- og fugleliv

## Venskabsbyer
- Tranås, Sverige
- Borlänge, Sverige
- Larvik, Norge
- Bremerhaven, Tyskland
- Sisimiut (Holsteinsborg), Grønland
- Qingdao, Kina